# Giovanni Gabrieli
Pour les articles homonymes, voir famille Gabrieli et Gabrieli (homonymie).
Ne doit pas être confondu avec Giovanni Maria Gabrielli.
Giovanni Gabrieli (ou Gabrielli), né en 1557 à Venise et mort dans la même ville le 12 août 1612, est un compositeur et organiste italien de la fin du XVIe et du début du XVIIe siècle faisant partie de l'école vénitienne.

## Biographie
Giovanni Gabrieli est le descendant des Gabrieli, une famille patricienne mais appauvrie, originaire de Gubbio et établie à Venise depuis le XIVe siècle.
Il y étudia avec son oncle, le compositeur Andrea Gabrieli, lui-même élève d'Adrien Willaert. De 1575 à 1579, envoyé par son oncle loin de la peste qui ravage Venise, et grâce à ses relations, il fut engagé dans l'orchestre de la cour du duc de Bavière à Munich, où il bénéficia de l'enseignement de Roland de Lassus (alias Orlando di Lasso, 1532-1594), né à Mons dans le Hainaut en Belgique. 
Ensuite, il fut l'assistant de Claudio Merulo. Il devint titulaire du deuxième orgue de la basilique Saint-Marc à Venise en 1584, son oncle étant titulaire du premier. En 1586, à la mort de son oncle, il lui succéda au premier orgue et reprit également le poste de compositeur principal jusqu'à sa mort. San Marco avait une longue tradition d'excellence dans le domaine musical et les œuvres que Gabrieli y créa en firent l'un des compositeurs les plus réputés en Europe. Comme d'autres compositeurs avant et après lui (Monteverdi, par exemple), il utilisa la particularité de la disposition de l'église, avec ses deux loges pour les chœurs se faisant face, pour créer de saisissants effets spatiaux. Plusieurs de ses pièces sont ainsi écrites de façon que l'on entende d'abord un chœur sur la gauche avant que le chœur situé à droite ne réponde (polychoralité). 
En août 1608, un voyageur anglais du nom de Thomas Coryat assiste à un concert à l'école Saint-Roch et en écrit ses impressions dans Coryats Crudities : 

« Parfois seize ou vingt hommes chantaient ensemble, ayant leur maître ou modérateur pour les garder en bon ordre ; et quand ils chantaient, les instruments jouaient aussi. Parfois seize jouaient ensemble sur leurs instruments qui étaient dix saqueboutes, quatre cornets et deux violes de gambe d’une grandeur extraordinaire ; parfois c’était six saqueboutes et quatre cornets, parfois deux instruments seulement, un cornet et un dessus de viole [violino]. […] Cette musique était si belle, si délectable, si rare, si admirable, si excellente qu’elle ravissait et stupéfiait même tous ces étrangers qui n’en avaient jamais entendue de pareille. Comment les autres en furent affectés, je n’en sais rien ; mais pour ma part, je puis dire cela : pendant l’exécution j’étais transporté avec Saint Paul au septième ciel. »

Il fut le professeur de compositeurs tels que Michael Prætorius et Heinrich Schütz.
Le portrait par Annibale Carracci n'est pas celui de Gabrieli, mais de Giulio Mascheroni.

## Œuvres
Le catalogue de Giovanni Gabrieli comprend environ 250 œuvres. Il était un compositeur très original et est considéré comme une figure importante de la transition entre la musique de la Renaissance et la musique baroque. Il composa avant tout de la musique sacrée et développa de manière décisive le style concertant polyphonique, appelé concertato. À cet égard, des œuvres importantes parurent en 1587 dans un recueil imprimé de Concerti, qui contient des pièces de musique vocale sacrée et profane avec accompagnement instrumental de six à seize voix. Il fut aussi l'un des premiers à utiliser des parties instrumentales à l'intérieur d'œuvres chorales. 
On trouve dans ses œuvres les débuts de l'utilisation de la basse continue et, dans sa Sonata pian’ e forte, quelques-unes des premières indications de nuances (c'est-à-dire des indications sur le fait de jouer plus ou moins fort). 
En 1597, il publia un recueil d'œuvres chorales intitulé Sacræ symphoniæ I, qui connut le succès à travers tout le continent. Le deuxième volume, Sacræ symphoniæ II, fut publié en 1615, après la mort du compositeur. 
Il composa de nombreux motets et parties de messes, des œuvres pour orgue, des canzoni per sonare et des sonate pour ensembles instrumentaux, et des madrigaux. 
La contribution de G. Gabrieli au développement d’une musique instrumentale originale (c'est-à-dire indépendante de la musique vocale) a été décisive.
- 1587 : Concerti di A. et di G. Gabrieli
- 1589 : Ecclesiasticæ cantiones, de 4 à 6 voix
- 1589 : Madrigale di A. et di G. Gabrieli, à 5 voix
- 1593 : Intonationi d’organo, pour orgue (rééd. 1607 avec l'attribution erronée à Andrea)
- 1597 : Sacræ symphoniæ I, 45 œuvres vocales et 16 pièces instrumentales. De 6 à 16 parties (pub. Venise)
- 1615 : Bassus pro organo, Sacræ symphoniæ, plus de trente pièces (pub. Venise)
- 1615 : Canzoni e sonate, de 3 à 22 voix

## Discographie
- Symphoniæ Sacræ - Orchestre Jean-François Paillard (cordes, bois et cuivres), dir. Jean-François Paillard (1976, LP Erato STU 70925)[1]
- Onze Canzoni et Deux Sonates pour deux, trois & quatre chœurs - Orchestre Jean-François Paillard (cordes, bois et cuivres), dir. Jean-François Paillard (1979, LP Erato STU 70925)[2]
- Canzoni da sonar - Hespèrion XX, dir. Jordi Savall (EMI « Reflex »/Virgin Music in Europe, 1550-1650) (OCLC 56187962 et 937742021) — avec des œuvres de Gioseffo Guami
- Canzoni - Liuwe Tamminga, orgue de la Basilique San Petronio de Bologne ; Bruce Dickey et Doron Sherwin, cornetti (7-9 janvier 2012, Passacaille 994)[3]
- Symphoniæ Sacræ [1597] - Les Sacqueboutiers, Ensemble de cuivres anciens de Toulouse (mars 2014, SACD Flora 3314) (OCLC 946644906)